# Deltobotys brachypteralis
Deltobotys brachypteralis là một loài bướm đêm trong họ Crambidae.